# Černý humor

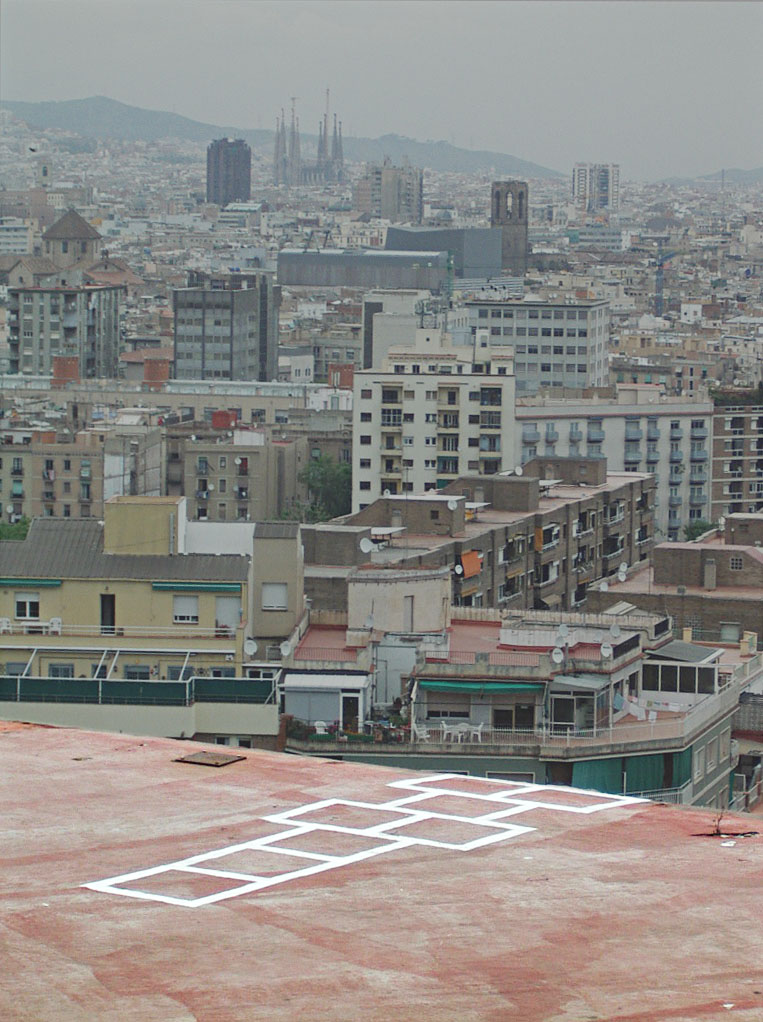
Ukázka černého humoru: nakreslený skákací "panák" vede přes okraj střechy výškové budovy. Barcelona, Španělsko.

Černý humor je druh humoru, který nachází komično v drastických a tíživých situacích, jako jsou válka, násilí, bezpráví, nemoc a smrt. Zdrojem komického efektu je kontrast mezi šokující a tragickou povahou skutečnosti a zcela nevážným způsobem, jakým se o ní mluví. Témata a události, které jsou obvykle považovány za tabu (zejména ta, která souvisejí se smrtí), jsou traktována v „nepřípadně“ nevážném, humorném nebo satirickém tónu, aniž by se popírala jejich závažnost.
Černý humor a jeho konkrétní projevy se často pohybují na hraně společenského vkusu. Černý humor zdůrazňuje absurditu světa a současně proti ní tvoří jistou formu intelektuální obrany. Tímto obratem k absurdnímu se černý humor odlišuje od cynismu. Pokud černý humor pochází právě od lidí postižených neštěstím (které se touto cestou snaží překonat), pak se někdy označuje jako šibeniční humor.

## Pokusy o vymezení
André Breton cituje v úvodu své Antologie černého humoru esejistu Armanda Petitjeana (1913–2003): „Neexistuje nic, co by inteligentní humor nedokázal rozpustit ve výbuších smíchu, daří se mu to i v případě nicoty... smích jako jedna z velkolepých lidských marnotratností až hýřivých prostopášností dosahuje okraje nicoty, poskytuje nám ji jako zástavu.“
Dále Breton píše v téže antologii v krátkém eseji o Lewisu Carrollovi: „Mysl reaguje na nepochopitelné nebo nesnesitelné situace přijetím absurdního.“
Ve svém úvodu k anglickému překladu této Bretonovy Antologie překladatel a kritik Mark Polizzotti parafrázuje Bretonovu definici černého humoru, považuje jej za protiklad žoviálnosti, veselí, bodrosti, ale i vtipu či sarkasmu. Vymezuje jej jako „zčásti makabrózní, zčásti ironický, často absurdní obrat ducha, jenž představuje ‚smrtelného nepřítele sentimentality‘, a vedle toho též ‚nejvyšší revoltu mysli‘“.
Anglista Jan Čulík starší (1925–1995) upozorňuje, že „[v] podstatě je každý humor černý, protože ono aristotelské neškodné zlo (slabost, zrůdnost, zvrácenost), kterého se humor týká, není nikdy tak docela neškodné, abychom se cítili úplně bezpeční.“
Ladislav Klíma v povídce Jak bude po smrti vkládá své postavě do úst následující slova: „Myslím [...], že směšnost a hrůznost jsou sestry, rub a líc jedné a téže věci: že kořeny vší hrůzy spočívají v mysteriu komičnosti a naopak, že v nejhlubší hloubi směšnou jest jen hrůznost, a jen každý strach; že svět jest jen bezedně hlubokou a feérickou hrůznou groteskou.“

## Příklady
Jednou tak v létě přijde Göring k Hitlerovi a říká: „Čau, hele teď jsem se vrátil ze zupa dovolený.“ Hitler: „No neříkej a kde?“ Göring: „Lidice, nádherný místo, mám na cédéčku fotky, nechceš se mrknout?“ Hitler: „Teď zrovna nemám čas, ale můžeš mi je prosím tě vypálit?“
„Poslyšte, ty fotky z firemního výletu jsou pěkné, Schwarzovi to sluší, Müller vypadá dobře, i ten Schimmel vyšel na všech snímcích ostře. Ale nikde tam nevidím Kohna, Rosenbluma a starého Mojšeho...“

„Sakra, já zapomněl sundat arizační filtr.“
Přijde nový vězeň do gulagu na Sibiři, sedne si na lavici do baráku. Spoluvězeň, starej mazák, se ho ptá: „Koliks dostal?“ „Pětadvacet let,“ odpoví nováček. „A za co?“ ptá se starý vězeň. Chlapík jen pokrčí rameny a říká: „Za nic.“ „Co kecáš, za nic se dává deset!“
Jak začínali komunisté po Únoru?

Od Píky.
Na hřbitově vylezou mrtvoly z hrobů a mají párty, řeč se točí, jak jinak, o pohřbech:

„Já měl pohřeb, padesát lidí přišlo a jak byli smutní!“

„Tss,“ prohlásí druhá mrtvola, „to já měl pohřeb, dokonce živá kapela a ten kar potom! Co vám budu povídat...“

„A co vy?“ obrátí se na mrtvolu sebevraha sedící smutně na náhrobku. „Vy se k nám nepřidáte?“

„Já ne, nejsem na to vobrečenej...“